# Tri Jaya
Tri Jaya is een bestuurslaag in het regentschap Kaur van de provincie Bengkulu, Indonesië. Tri Jaya telt 567 inwoners (volkstelling 2010).